# Trotomma sormandi
Trotomma sormandi là một loài bọ cánh cứng trong họ Scraptiidae. Loài này được Normand miêu tả khoa học năm 1936.